# District de Kronstadt
Le district de Kronstadt (en russe : Кроншта́дтский райо́н ; Kronchtadtski raïon) est l'un des 18 raïons administratifs du grand Saint-Pétersbourg. Il est entièrement situé sur l'île de Kotline. Il doit son nom à la ville-forteresse de Kronstadt.